# Minden dalom a tiéd
A Minden dalom a tiéd (eredeti címén Nel sole) egy 1967-ben bemutatott olasz zenés filmvígjáték. Főszereplői a később házasságot kötött és sikeres duóként is működő Al Bano és Romina Power, a film forgatásán ismerték meg egymást. 
A magyarországi mozikban is bemutatták feliratos változatban, de DVD kiadás nem jelent meg.

## Cselekmény
|  | Alább a cselekmény részletei következnek! |

1967, Róma. A tanév utolsó napjaiban a végzős fiatalok már egyik buliból a másikba mennek. Carlo az egyik középiskola népszerű végzős tanulója. Nemcsak gazdag és jó tanuló, de kiválóan énekel és gitározik is. Szüksége is van mindezekre, mert szerelme egy gazdag családból való osztálytársnője, Lorena. Iskola után Carloért egy Rolls Royce érkezik, Franco sofőrrel és Ciccio lakájjal.
Carlo hazaviszi Lorenát, majd később ők is felhajtanak egy luxusvilla elé.
Meglepő módon megállás nélkül le is hajtanak, majd a hátsó bejáratnál parkolnak le. Itt derül ki az igazság, Carlo csak játssza a gazdag fiút Lorena miatt. Valójában szegény, Franco és Ciccio a két barátja, náluk is lakik. A Rolls Royce és a villa kettőjük munkaadója, a gazdag Ivana tulajdona. A végzősök egyik este Lorena szüleinek villájában buliznak, majd a tengerparton, tábortűz mellett folytatják. Később egyikük kitalálja, a következő bulit Carloék villájában tartsák. Carlo megpróbál kifogásokat találni, de Lorena miatt kénytelen beleegyezni. Mivel a tulajdonosnő, a szőke szépség Ivana úgyis külföldön van, rábeszéli Francot és Cicciot, hogy engedjék meg nekik a bulit. Azt hazudja osztálytársainak, hogy a szőke szépség a nővére. Mikor Ivana éppen a buli alatt váratlanul hazaérkezik, nem tudja, mi folyik a házában. Fel van háborodva, míg meg nem hallja Carlot énekelni. Ekkor mindent megbocsát, sőt a buli után ráhajt a jóképű Carlora, az azonban Lorenát szereti és elmegy.
Az osztály egyik valóban gazdag fiúja Giorgio, szintén Lorenát szereti, féltékeny Carlora. Egy alkalommal véletlenül észreveszi, hogy Carlo az iskola mellett pincérként dolgozik a tanulás költségeire. Hogy megalázza és lebuktassa, az osztálytársak számára Carlo munkahelyére szervez bulit, Lorena is eljön. Mikor az ételt Carlo hozza ki, teljes a lebukás. Az osztálytársak meglepő módon Carlo mellé állnak és azonnal elmennek. Giorgio azonban marad, kiszolgáltatja magát és addig alázza Carlot, míg az arcon nem csapja.
A hazugságban maradt, jó híre után állását is elveszített Carlo ezek után visszamegy a villába és Ivanával vigasztalódik. Lorenát és az iskolát is kerülni kezdi. Giorgio ugyan megpróbál Lorenával barátkozni, de ő továbbra is Carlot szereti. Carlo azt hiszi, Ivana komolyan veszi, ám néhány nap múlva jön a hír, hazaérkezik Ivana gazdag és állandó barátja, ezért eleinte ugyan kedvesen, de kiadja Carlo útját. Carlo nem érti meg, ismét megaláztatásnak érzi az esetet, felháborodva kiabálni kezd, hogy elmond mindent a barátnak.
Ivana egy gonosz trükkel próbálja meg Carlot eltávolítani. Elrejti méregdrága gyémántgyűrűjét, majd bejelenti, hogy Carlo ellopta. Carlot a rendőrségre viszik, senki nem hiszi neki, hogy nem ő a tolvaj. A gyűrű képét az újságokban is leközlik. Mikor Lorena meglátja, otthon csekket hamisít, hogy abból Carlo megmentésére újra megcsináltassa a gyűrűt. Anyja észreveszi, de megérti, maga írja meg ezután a csekket. Egy ékszerésznél gyorsan megcsináltatják a gyűrűt, majd Lorena beállít vele a villába, ahol Franco és Ciccio már felforgatta a házat az eredeti gyűrűért, de mindhiába.
Rohannak az úrnőhöz a „megtalált” gyűrűvel, ám Ivana ahelyett, hogy örülne, lehetetlennek nevezi a megtalálást, majd ékszerdobozának titkos rekeszéből előveszi a valódit. Franco és Ciccio a sikítozó Ivanát a fürdőszobába viszik, majd felváltva hideg és meleg vízzel locsolják le, hogy beismerje Carlo igaztalan megvádolását. Carlot kiengedik. Róma utcáit rója magányosan és csalódottan, végül elmegy Lorena ablaka alá és egy dallal kér megbocsátást hazugságaiért. Az őt továbbra is szerető Lorena boldogan fogadja a szerenádot.
|  | Itt a vége a cselekmény részletezésének! |

## Folytatás
A film sikere alapján 1968-ban elkészítették annak folytatását, L'oro del mondo (A világ összes aranya) címmel. Az Ivanától kirúgott Franco és Ciccio ebben a részben már botcsinálta zöldségesek.

## Érdekességek

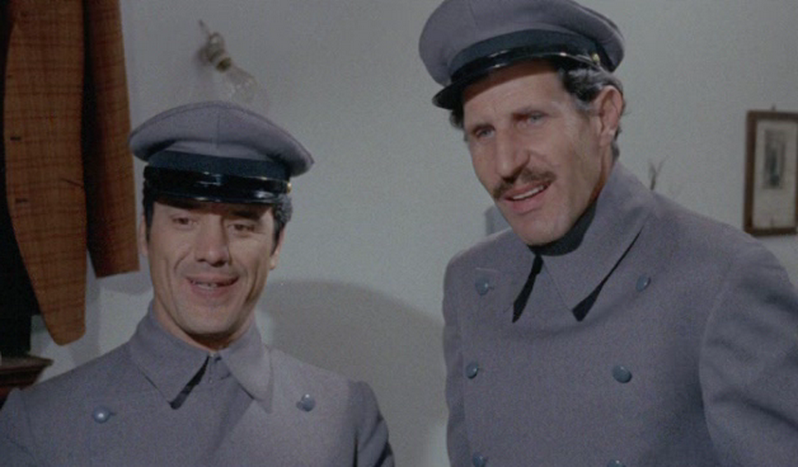
Franco és Ciccio

- Franco és Ciccio igen népszerű olasz komikuspáros volt. Több tucat filmben és tévéműsorban szerepeltek együtt.
- Franco heves gesztikulálása és állandóan sértődött hanghordozása volt az egyik minta a Menő Manóhoz.

## Szereplők
- Romina Power – Lorena Vivaldi, gazdag családból való lány
- Al Bano – Carlo Carrera, szegény fiú, önmagát próbálja gazdagnak mutatni
- Linda Christian – Laura, Lorena anyja

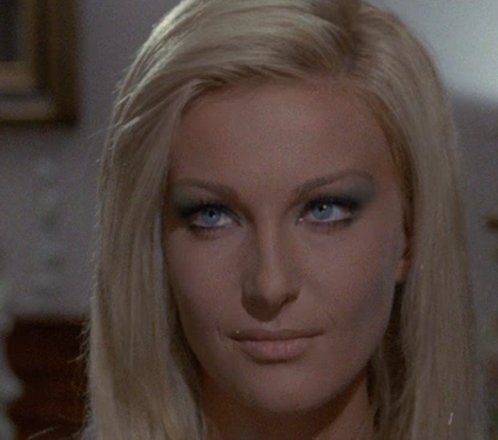
Hélène Chanel Ivana szerepében

- Carlo Giordana – Giorgio Castelli, Carlora féltékeny gazdag fiú
- Hélène Chanel – Ivana Vannucci, gazdag szőke nő
- Nino Taranto – fizikatanár
- Antonella Steni – művészettörténet-tanár
- Franco Franchi – Franco Sparapaoli, Ivana sofőrje
- Ciccio Ingrassia – Ciccio, Ivana lakája